# Colton Haynes
Colton Lee Haynes (sinh ngày 13 tháng 7 năm 1988) là một nam diễn viên kiêm ca sĩ và người mẫu người Mỹ. 

## Danh sách phim

### Điện ảnh
| Năm  | Tên                                | Vai                     | Ghi chú             |
| ---- | ---------------------------------- | ----------------------- | ------------------- |
| 2007 | Transformers                       |                         | Không được ghi danh |
| 2011 | Yearbook                           | Carl Mccormick          | Phim ngắn           |
| 2011 | Charlie Brown: Blockhead's Revenge | Linus van Pelt          | Phim ngắn           |
| 2015 | San Andreas                        | Joby O'Leary            |                     |
| 2017 | Grannie                            | Oliver "Daddy" Warbucks | Phim ngắn           |
| 2017 | Rough Night                        | Scotty                  |                     |
| 2017 | Triumph                            | Jeff                    | Hậu kỳ              |
| 2018 | Bigger                             | Jack LaLanne            | Hậu kỳ              |

### Truyền hình
| Năm             | Tên                          | Vai                    | Ghi chú                                                           |
| --------------- | ---------------------------- | ---------------------- | ----------------------------------------------------------------- |
| 2007            | CSI: Miami                   | Brandon Fox            | Tập: "Bang, Bang, Your Debt"                                      |
| 2008            | Privileged                   | Alexander              | Tập: "All About Friends and Family"                               |
| 2008            | Pushing Daisies              | Ares Kostopolous       | Tập: "Frescorts"                                                  |
| 2009            | Always and Forever           | Scott Holland          |                                                                   |
| 2009            | Melrose Place                | Jessie Roberts         | Tập: "Gower"                                                      |
| 2010            | The Gates                    | Brett Crezski          |                                                                   |
| 2010            | Look: The Series             | Shane                  |                                                                   |
| 2011–2012, 2017 | Teen Wolf                    | Jackson Whittemore     | Vai chính (mùa 1–2), vai khách mời (mùa 6)                        |
| 2011            | The Nine Lives of Chloe King | Kai                    | Tập: "Dogs of War"                                                |
| 2013–2016, 2018 | Arrow                        | Roy Harper/Arsenal     | Vai phụ (mùa 1), vai chính (mùa 2–3), vai khách mòi (mùa 4 and 6) |
| 2016            | The Grinder                  | Luke Grinder           | Vai khách mời, 2 tập                                              |
| 2016            | Scream Queens                | Tyler                  | Vai khách mời, 2 tập                                              |
| 2017            | American Horror Story: Cult  | Detective Jack Samuels | Vai phụ, 6 tập                                                    |

### Trò chơi điện tử
| Năm  | Tên                     | Vai               | Ghi chú |
| ---- | ----------------------- | ----------------- | ------- |
| 2016 | Marvel Avengers Academy | Thor (lồng tiếng) |         |

### Video ca nhạc
| Năm  | Tên                | Nghệ sĩ             | Vai       | Ghi chú |
| ---- | ------------------ | ------------------- | --------- | ------- |
| 2007 | "I Don't Love You" | My Chemical Romance | Khách mời |         |
| 2012 | "Trouble"          | Leona Lewis         |           |         |
| 2013 | "Gold"             | Victoria Justice    | Khách mời |         |
| 2014 | "Honey, I'm Good." | Andy Grammer        | Khách mời |         |